# 范思皇
范思皇（？年—？年），湖北蘄水縣（今浠水县）人，清朝官員。同進士出身。
乾隆十六年（1751年）辛未科三甲進士。乾隆二十二年（1757年）以吏部員外郎提督福建學政。
范思皇墓位于浠水县蔡河镇斑竹山村一组住屋旗杆湾后山下山。1988年成为浠水县文物保护单位。